# Ólom(IV)-acetát
Az ólom(IV)-acetát az ólom ecetsavval alkotott, 4 vegyértékű sója, képlete Pb(C2H3O2)4.
Hagyományos előállítási eljárása szerint míniumot melegítenek ecettel, azonban ilyenkor ólom(II)-acetát is keletkezik, és az oldat híg lesz, így rossz a hatásfok.
Jobb hozam ólom-dioxid és vízmentes ecetsav használatával érhető el, ecetsav-anhidrid jelenlétében.
Szerves kémiában használják reagensnek.